# Serie A1 2013-2014 (pallavolo femminile)
La Serie A1 2013-2014 si è svolta dal 19 ottobre 2013 al 3 maggio 2014: al torneo hanno partecipato undici squadre di club italiane e la vittoria finale è andata per la seconda volta consecutiva al River.

## Regolamento

### Formula
Le squadre hanno disputato un girone all'italiana, con gare di andata e ritorno, per un totale di ventidue giornate; al termine della regular season:
- Le prime otto squadre classificate hanno acceduto ai play-off scudetto, strutturati in quarti di finale, semifinali, entrambe giocate al meglio di due vittorie su tre gare, e finale, giocata al meglio di tre vittorie su cinque gare.
- L'ultima classificata è retrocessa in Serie A2[3].

### Criteri di classifica
Se il risultato finale è stato di 3-0 o 3-1 sono stati assegnati 3 punti alla squadra vincente e 0 a quella sconfitta, se il risultato finale è stato di 3-2 sono stati assegnati 2 punti alla squadra vincente e 1 a quella sconfitta.
L'ordine del posizionamento in classifica è stato definito in base a:
- Punti;
- Numero di partite vinte;
- Ratio dei set vinti/persi;
- Ratio dei punti realizzati/subiti.

## Squadre partecipanti
Al campionato di Serie A1 2013-14 hanno partecipato undici squadre: quelle neopromosse dalla Serie A2 sono state l'AGIL, vincitrice della regular season, e l'Ornavasso, vincitrice dei play-off promozione; quattro squadre che hanno avuto diritto di partecipazione, ossia il Villa Cortese, il Robursport Pesaro, il Cuatto Giaveno (quest'ultima fusasi nel Chieri Torino) e il Chieri Torino, hanno, le prime tre, rinunciato all'iscrizione, l'ultima esclusa per inadempienze finanziarie: la prima ha ceduto il titolo sportivo alla LJ, al posto della seconda e della terza sono state ripescate il Casalmaggiore e l'IHF, mentre al posto dell'ultima non è stata ripescata alcuna squadra.
| Club                | Stagione | Città         | Impianto               | Stagione precedente                                 |
| ------------------- | -------- | ------------- | ---------------------- | --------------------------------------------------- |
| AGIL                | dettagli | Novara        | PalaTerdoppio          | 1ª in Serie A2                                      |
| Bergamo             | dettagli | Bergamo       | Palazzetto dello sport | 3ª in Serie A1; semifinali play-off scudetto        |
| Busto Arsizio       | dettagli | Busto Arsizio | PalaPiantanida         | 1ª in Serie A1; semifinali play-off scudetto        |
| Casalmaggiore       | dettagli | Casalmaggiore | PalaFarina             | 2ª in Serie A2; finale play-off promozione          |
| Forlì               | dettagli | Forlì         | PalaRomiti             | 10ª in Serie A1; ottavi di finale play-off scudetto |
| IHF                 | dettagli | Frosinone     | Palazzetto dello Sport | 4ª in Serie A2; semifinali play-off promozione      |
| Imoco               | dettagli | Conegliano    | PalaVerde              | 5ª in Serie A1; finale play-off scudetto            |
| LJ                  | dettagli | Modena        | PalaPanini             | -                                                   |
| Ornavasso           | dettagli | Ornavasso     | PalAmico               | 3ª in Serie A2; vincitrice play-off promozione      |
| River               | dettagli | Piacenza      | PalaBanca              | 2ª in Serie A1; campione d'Italia                   |
| Robur Tiboni Urbino | dettagli | Urbino        | PalaMondolce           | 7ª in Serie A1; ottavi di finale play-off scudetto  |

## Torneo

### Regular season

#### Risultati
| Prima giornata |                               |                     |                                   |
|                |                               |                     |                                   |
| Riposa:        | Robur Tiboni Urbino           | Robur Tiboni Urbino | Robur Tiboni Urbino               |
| 20-11          | Busto Arsizio - Casalmaggiore | 1-3                 | 16-25, 25-18, 22-25, 20-25        |
| 19-10          | River - Forlì                 | 3-0                 | 25-20, 25-20, 25-19               |
| 20-10          | Bergamo - AGIL                | 3-0                 | 25-19, 25-21, 25-21               |
| 20-10          | Imoco - IHF                   | 3-1                 | 25-9, 22-25, 25-10, 25-12         |
| 20-10          | Ornavasso - LJ                | 2-3                 | 19-25, 25-23, 25-20, 28-30, 10-15 |

| Seconda giornata |                             |     |                            |
|                  |                             |     |                            |
| Riposa:          | LJ                          | LJ  | LJ                         |
| 27-10            | Forlì - Busto Arsizio       | 0-3 | 21-25, 21-25, 20-25        |
| 27-10            | Robur Tiboni Urbino - River | 0-3 | 16-25, 19-25, 23-25        |
| 26-10            | Casalmaggiore - Bergamo     | 1-3 | 23-25, 25-22, 16-25, 23-25 |
| 27-10            | AGIL - Imoco                | 0-3 | 17-25, 18-25, 13-25        |
| 27-10            | IHF - Ornavasso             | 0-3 | 20-25, 20-25, 23-25        |

| Terza giornata |                            |       |                                   |
|                |                            |       |                                   |
| Riposa:        | Imoco                      | Imoco | Imoco                             |
| 02-11          | Ornavasso - Busto Arsizio  | 3-2   | 25-17, 25-17, 20-25, 18-25, 15-13 |
| 03-11          | River - Casalmaggiore      | 3-0   | 25-18, 25-21, 25-18               |
| 31-10          | Bergamo - IHF              | 3-0   | 25-20, 25-14, 25-16               |
| 03-11          | Robur Tiboni Urbino - AGIL | 3-0   | 25-22, 25-21, 25-21               |
| 03-11          | Forlì - LJ                 | 0-3   | 18-25, 22-25, 17-25               |

| Quarta giornata |                             |               |                            |
|                 |                             |               |                            |
| Riposa:         | Casalmaggiore               | Casalmaggiore | Casalmaggiore              |
| 24-11           | Busto Arsizio - Bergamo     | 3-0           | 25-19, 25-23, 25-23        |
| 20-11           | IHF - River                 | 1-3           | 11-25, 22-25, 26-24, 19-25 |
| 20-11           | Imoco - Robur Tiboni Urbino | 3-1           | 22-25, 26-24, 25-18, 25-18 |
| 24-11           | Ornavasso - Forlì           | 3-0           | 25-13, 25-23, 25-17        |
| 24-11           | LJ - AGIL                   | 0-3           | 21-25, 15-25, 22-25        |

| Quinta giornata |                                     |               |                            |
|                 |                                     |               |                            |
| Riposa:         | Busto Arsizio                       | Busto Arsizio | Busto Arsizio              |
| 01-12           | River - Ornavasso                   | 3-0           | 25-16, 25-16, 25-20        |
| 01-12           | Bergamo - Forlì                     | 3-0           | 25-16, 25-17, 25-22        |
| 30-11           | Imoco - LJ                          | 0-3           | 23-25, 15-25, 23-25        |
| 01-12           | Robur Tiboni Urbino - Casalmaggiore | 0-3           | 18-25, 22-25, 18-25        |
| 01-12           | AGIL - IHF                          | 3-1           | 25-21, 22-25, 25-17, 25-18 |

| Sesta giornata |                          |           |                                   |
|                |                          |           |                                   |
| Riposa:        | Ornavasso                | Ornavasso | Ornavasso                         |
| 08-12          | Busto Arsizio - AGIL     | 3-2       | 13-25, 25-18, 21-25, 25-22, 15-13 |
| 07-12          | Bergamo - River          | 1-3       | 23-25, 25-23, 23-25, 23-25        |
| 08-12          | Forlì - Imoco            | 0-3       | 13-25, 19-25, 22-25               |
| 08-12          | LJ - Robur Tiboni Urbino | 3-1       | 25-20, 22-25, 25-9, 25-20         |
| 09-12          | IHF - Casalmaggiore      | 3-0       | 25-20, 25-22, 25-14               |

| Settima giornata |                                     |       |                            |
|                  |                                     |       |                            |
| Riposa:          | River                               | River | River                      |
| 14-12            | Imoco - Bergamo                     | 1-3   | 24-26, 19-25, 25-22, 19-25 |
| 14-12            | Robur Tiboni Urbino - Busto Arsizio | 3-0   | 25-22, 27-25, 25-22        |
| 15-12            | Casalmaggiore - Forlì               | 3-1   | 25-21, 25-23, 18-25, 26-24 |
| 15-12            | AGIL - Ornavasso                    | 3-0   | 26-24, 25-19, 25-20        |
| 14-12            | LJ - IHF                            | 3-0   | 26-24, 25-11, 25-18        |

| Ottava giornata |                               |      |                            |
|                 |                               |      |                            |
| Riposa:         | AGIL                          | AGIL | AGIL                       |
| 22-12           | River - Imoco                 | 3-1  | 21-25, 25-15, 25-19, 25-17 |
| 22-12           | Bergamo - Robur Tiboni Urbino | 3-1  | 25-15, 28-30, 25-23, 25-17 |
| 22-12           | Busto Arsizio - LJ            | 3-0  | 25-18, 27-25, 25-21        |
| 21-12           | Forlì - IHF                   | 3-1  | 25-14, 25-11, 26-28, 25-18 |
| 22-12           | Ornavasso - Casalmaggiore     | 1-3  | 25-13, 20-25, 19-25, 23-25 |

| Nona giornata |                             |         |                            |
|               |                             |         |                            |
| Riposa:       | Bergamo                     | Bergamo | Bergamo                    |
| 26-12         | IHF - Busto Arsizio         | 3-0     | 25-20, 25-22, 25-23        |
| 26-12         | AGIL - River                | 1-3     | 18-25, 25-20, 23-25, 22-25 |
| 26-12         | Imoco - Ornavasso           | 3-1     | 25-21, 20-25, 25-18, 25-18 |
| 26-12         | Robur Tiboni Urbino - Forlì | 3-0     | 25-20, 25-19, 25-23        |
| 26-12         | Casalmaggiore - LJ          | 0-3     | 22-25, 20-25, 15-25        |

| Decima giornata |                                 |     |                                   |
|                 |                                 |     |                                   |
| Riposa:         | IHF                             | IHF | IHF                               |
| 11-01           | Busto Arsizio - River           | 3-0 | 26-24, 26-24, 25-21               |
| 12-01           | LJ - Bergamo                    | 3-2 | 21-25, 26-24, 22-25, 25-20, 15-6  |
| 12-01           | Casalmaggiore - Imoco           | 0-3 | 21-25, 26-28, 20-25               |
| 12-01           | Ornavasso - Robur Tiboni Urbino | 2-3 | 25-18, 20-25, 25-18, 16-25, 10-15 |
| 12-01           | Forlì - AGIL                    | 2-3 | 25-27, 22-25, 25-21, 25-17, 17-19 |

| Undicesima giornata |                           |       |                            |
|                     |                           |       |                            |
| Riposa:             | Forlì                     | Forlì | Forlì                      |
| 19-01               | River - LJ                | 1-3   | 29-27, 21-25, 19-25, 22-25 |
| 19-01               | Imoco - Busto Arsizio     | 3-0   | 26-24, 25-11, 25-22        |
| 19-01               | Bergamo - Ornavasso       | 3-0   | 29-27, 25-19, 25-20        |
| 19-01               | Robur Tiboni Urbino - IHF | 3-0   | 25-21, 26-24, 35-33        |
| 18-01               | AGIL - Casalmaggiore      | 3-0   | 25-23, 25-21, 25-12        |

| Dodicesima giornata |                               |                     |                                   |
|                     |                               |                     |                                   |
| Riposa:             | Robur Tiboni Urbino           | Robur Tiboni Urbino | Robur Tiboni Urbino               |
| 02-02               | Casalmaggiore - Busto Arsizio | 2-3                 | 23-25, 18-25, 25-14, 25-22, 15-17 |
| 02-02               | Forlì - River                 | 0-3                 | 17-25, 20-25, 15-25               |
| 02-02               | AGIL - Bergamo                | 3-0                 | 25-21, 25-18, 25-22               |
| 01-02               | IHF - Imoco                   | 0-3                 | 15-25, 24-26, 7-25                |
| 02-02               | LJ - Ornavasso                | 3-0                 | 25-21, 25-19, 25-22               |

| Tredicesima giornata |                             |     |                                   |
|                      |                             |     |                                   |
| Riposa:              | LJ                          | LJ  | LJ                                |
| 09-02                | Busto Arsizio - Forlì       | 3-0 | 25-17, 25-16, 25-17               |
| 08-02                | River - Robur Tiboni Urbino | 3-0 | 25-15, 25-16, 25-15               |
| 08-02                | Bergamo - Casalmaggiore     | 2-3 | 25-13, 24-26, 18-25, 25-18, 10-15 |
| 09-02                | Imoco - AGIL                | 3-0 | 25-23, 26-24, 31-29               |
| 09-02                | Ornavasso - IHF             | 3-0 | 26-24, 25-18, 25-22               |

| Quattordicesima giornata |                            |       |                            |
|                          |                            |       |                            |
| Riposa:                  | Imoco                      | Imoco | Imoco                      |
| 16-02                    | Busto Arsizio - Ornavasso  | 3-0   | 25-22, 25-21, 25-17        |
| 16-02                    | Casalmaggiore - River      | 0-3   | 25-27, 22-25, 18-25        |
| 15-02                    | IHF - Bergamo              | 1-3   | 18-25, 21-25, 25-23, 16-25 |
| 16-02                    | AGIL - Robur Tiboni Urbino | 3-0   | 25-17, 25-20, 25-12        |
| 15-02                    | LJ - Forlì                 | 3-0   | 25-15, 25-20, 25-18        |

| Quindicesima giornata |                             |               |                            |
|                       |                             |               |                            |
| Riposa:               | Casalmaggiore               | Casalmaggiore | Casalmaggiore              |
| 02-03                 | Bergamo - Busto Arsizio     | 3-1           | 25-21, 20-25, 25-18, 25-23 |
| 02-03                 | River - IHF                 | 3-1           | 21-25, 25-20, 25-20, 25-21 |
| 01-03                 | Robur Tiboni Urbino - Imoco | 1-3           | 25-23, 20-25, 27-29, 20-25 |
| 02-03                 | Forlì - Ornavasso           | 0-3           | 17-25, 24-26, 23-25        |
| 02-03                 | AGIL - LJ                   | 3-1           | 25-22, 17-25, 25-20, 25-20 |

| Sedicesima giornata |                                     |               |                            |
|                     |                                     |               |                            |
| Riposa:             | Busto Arsizio                       | Busto Arsizio | Busto Arsizio              |
| 05-03               | Ornavasso - River                   | 0-3           | 19-25, 22-25, 17-25        |
| 05-03               | Forlì - Bergamo                     | 1-3           | 16-25, 25-23, 17-25, 23-25 |
| 05-03               | LJ - Imoco                          | 1-3           | 19-25, 21-25, 28-26, 23-25 |
| 05-03               | Casalmaggiore - Robur Tiboni Urbino | 3-0           | 25-23, 25-19, 27-25        |
| 05-03               | IHF - AGIL                          | 1-3           | 18-25, 18-25, 25-20, 23-25 |

| Diciassettesima giornata |                          |           |                            |
|                          |                          |           |                            |
| Riposa:                  | Ornavasso                | Ornavasso | Ornavasso                  |
| 08-03                    | AGIL - Busto Arsizio     | 0-3       | 23-25, 22-25, 17-25        |
| 09-03                    | River - Bergamo          | 3-1       | 25-19, 23-25, 25-21, 27-25 |
| 09-03                    | Imoco - Forlì            | 3-0       | 25-21, 25-10, 25-22        |
| 09-03                    | Robur Tiboni Urbino - LJ | 0-3       | 18-25, 21-25, 19-25        |
| 09-03                    | Casalmaggiore - IHF      | 3-1       | 28-30, 25-21, 25-23, 25-20 |

| Diciottesima giornata |                                     |       |                                   |
|                       |                                     |       |                                   |
| Riposa:               | River                               | River | River                             |
| 16-03                 | Bergamo - Imoco                     | 2-3   | 25-22, 25-17, 16-25, 22-25, 12-15 |
| 15-03                 | Busto Arsizio - Robur Tiboni Urbino | 3-1   | 25-19, 25-15, 17-25, 25-19        |
| 16-03                 | Forlì - Casalmaggiore               | 0-3   | 16-25, 21-25, 20-25               |
| 16-03                 | Ornavasso - AGIL                    | 2-3   | 22-25, 25-17, 13-25, 25-15, 10-15 |
| 16-03                 | IHF - LJ                            | 3-0   | 25-19, 25-13, 25-16               |

| Diciannovesima giornata |                               |      |                                   |
|                         |                               |      |                                   |
| Riposa:                 | AGIL                          | AGIL | AGIL                              |
| 22-03                   | Imoco - River                 | 3-2  | 25-21, 17-25, 21-25, 25-19, 15-11 |
| 23-03                   | Robur Tiboni Urbino - Bergamo | 2-3  | 28-26, 17-25, 25-18, 15-25, 11-15 |
| 23-03                   | LJ - Busto Arsizio            | 3-2  | 19-25, 28-26, 16-25, 25-21, 15-11 |
| 23-03                   | IHF - Forlì                   | 3-2  | 25-11, 21-25, 24-26, 25-19, 15-11 |
| 23-03                   | Casalmaggiore - Ornavasso     | 3-0  | 25-22, 25-20, 25-12               |

| Ventesima giornata |                             |         |                                   |
|                    |                             |         |                                   |
| Riposa:            | Bergamo                     | Bergamo | Bergamo                           |
| 30-03              | Busto Arsizio - IHF         | 3-0     | 25-22, 25-17, 25-16               |
| 29-03              | River - AGIL                | 3-1     | 25-19, 25-19, 19-25, 25-13        |
| 30-03              | Ornavasso - Imoco           | 3-2     | 21-25, 15-25, 25-23, 29-27, 15-10 |
| 30-03              | Forlì - Robur Tiboni Urbino | 0-3     | 19-25, 20-25, 19-25               |
| 29-03              | LJ - Casalmaggiore          | 1-3     | 23-25, 23-25, 25-23, 20-25        |

| Ventunesima giornata |                                 |     |                            |
|                      |                                 |     |                            |
| Riposa:              | IHF                             | IHF | IHF                        |
| 02-04                | River - Busto Arsizio           | 3-1 | 25-15, 27-25, 16-25, 25-22 |
| 02-04                | Bergamo - LJ                    | 3-1 | 24-26, 25-16, 25-21, 25-23 |
| 02-04                | Imoco - Casalmaggiore           | 3-0 | 25-17, 27-25, 25-18        |
| 02-04                | Robur Tiboni Urbino - Ornavasso | 3-1 | 26-24, 21-25, 25-23, 25-16 |
| 02-04                | AGIL - Forlì                    | 3-0 | 25-20, 25-23, 25-11        |

| Ventiduesima giornata |                           |       |                            |
|                       |                           |       |                            |
| Riposa:               | Forlì                     | Forlì | Forlì                      |
| 05-04                 | LJ - River                | 1-3   | 25-23, 18-25, 18-25, 19-25 |
| 05-04                 | Busto Arsizio - Imoco     | 1-3   | 31-33, 25-23, 21-25, 26-28 |
| 05-04                 | Ornavasso - Bergamo       | 3-0   | 25-22, 25-19, 25-17        |
| 05-04                 | IHF - Robur Tiboni Urbino | 1-3   | 29-27, 19-25, 19-25, 15-25 |
| 05-04                 | Casalmaggiore - AGIL      | 0-3   | 27-29, 27-29, 21-25        |

#### Classifica
| Pos. | Squadra             | Pt | G  | V  | P  | SV | SP | Ratio | PF    | PS    | Ratio |
| ---- | ------------------- | -- | -- | -- | -- | -- | -- | ----- | ----- | ----- | ----- |
| 1.   | River               | 52 | 20 | 17 | 3  | 54 | 18 | 3,000 | 1 732 | 1 484 | 1,167 |
| 2.   | Imoco               | 47 | 20 | 16 | 4  | 52 | 22 | 2,363 | 1 757 | 1 545 | 1,137 |
| 3.   | Bergamo             | 38 | 20 | 12 | 8  | 44 | 33 | 1,333 | 1 771 | 1 654 | 1,070 |
| 4.   | AGIL                | 35 | 20 | 12 | 8  | 40 | 31 | 1,290 | 1 602 | 1 547 | 1,035 |
| 5.   | LJ                  | 33 | 20 | 12 | 8  | 41 | 32 | 1,281 | 1 655 | 1 596 | 1,036 |
| 6.   | Busto Arsizio       | 33 | 20 | 11 | 9  | 41 | 32 | 1,281 | 1 654 | 1 598 | 1,035 |
| 7.   | Casalmaggiore       | 30 | 20 | 10 | 10 | 33 | 37 | 0,891 | 1 561 | 1 601 | 0,975 |
| 8.   | Robur Tiboni Urbino | 24 | 20 | 8  | 12 | 31 | 40 | 0,775 | 1 534 | 1 650 | 0,929 |
| 9.   | Ornavasso           | 22 | 20 | 7  | 13 | 30 | 43 | 0,697 | 1 555 | 1 630 | 0,953 |
| 10.  | IHF                 | 11 | 20 | 4  | 16 | 21 | 50 | 0,420 | 1 456 | 1 688 | 0,862 |
| 11.  | Forlì               | 5  | 20 | 1  | 19 | 9  | 58 | 0,155 | 1 324 | 1 608 | 0,823 |

      Qualificata ai play-off scudetto.
      Retrocessa in Serie A2.

### Play-off scudetto

#### Tabellone
|  | Quarti di finale | Quarti di finale    | Quarti di finale | Quarti di finale | Quarti di finale |   |       | Semifinali | Semifinali    | Semifinali | Semifinali | Semifinali |   |       | Finale | Finale        | Finale | Finale | Finale | Finale | Finale |
|  |                  |                     |                  |                  |                  |   |       |            |               |            |            |            |   |       |        |               |        |        |        |        |        |
|  | 1                | River               | 3                | 3                |                  |   |       |            |               |            |            |            |   |       |        |               |        |        |        |        |        |
|  | 1                | River               | 3                | 3                |                  |   |       |            |               |            |            |            |   |       |        |               |        |        |        |        |        |
|  | 8                | Robur Tiboni Urbino | 0                | 0                |                  |   |       |            |               |            |            |            |   |       |        |               |        |        |        |        |        |
|  | 8                | Robur Tiboni Urbino | 0                | 0                |                  | 1 | River | 3          | 3             |            |            |            |   |       |        |               |        |        |        |        |        |
|  |                  |                     |                  |                  |                  | 1 | River | 3          | 3             |            |            |            |   |       |        |               |        |        |        |        |        |
|  |                  |                     |                  |                  |                  |   |       | 4          | AGIL          | 1          | 0          |            |   |       |        |               |        |        |        |        |        |
|  | 4                | AGIL                | 3                | 3                |                  |   |       | 4          | AGIL          | 1          | 0          |            |   |       |        |               |        |        |        |        |        |
|  | 4                | AGIL                | 3                | 3                |                  |   |       |            |               |            |            |            |   |       |        |               |        |        |        |        |        |
|  | 5                | LJ                  | 1                | 1                |                  |   |       |            |               |            |            |            |   |       |        |               |        |        |        |        |        |
|  | 5                | LJ                  | 1                | 1                |                  |   |       |            |               |            |            |            | 1 | River | 3      | 3             | 3      |        |        |        |        |
|  |                  |                     |                  |                  |                  |   |       |            |               |            |            |            | 1 | River | 3      | 3             | 3      |        |        |        |        |
|  |                  |                     |                  |                  |                  |   |       |            |               |            |            |            |   |       | 6      | Busto Arsizio | 1      | 0      | 0      |        |        |
|  | 2                | Imoco               | 3                | 3                |                  |   |       |            |               |            |            |            |   |       | 6      | Busto Arsizio | 1      | 0      | 0      |        |        |
|  | 2                | Imoco               | 3                | 3                |                  |   |       |            |               |            |            |            |   |       |        |               |        |        |        |        |        |
|  | 7                | Casalmaggiore       | 0                | 0                |                  |   |       |            |               |            |            |            |   |       |        |               |        |        |        |        |        |
|  | 7                | Casalmaggiore       | 0                | 0                |                  | 2 | Imoco | 1          | 2             |            |            |            |   |       |        |               |        |        |        |        |        |
|  |                  |                     |                  |                  |                  | 2 | Imoco | 1          | 2             |            |            |            |   |       |        |               |        |        |        |        |        |
|  |                  |                     |                  |                  |                  |   |       | 6          | Busto Arsizio | 3          | 3          |            |   |       |        |               |        |        |        |        |        |
|  | 3                | Bergamo             | 0                | 0                |                  |   |       | 6          | Busto Arsizio | 3          | 3          |            |   |       |        |               |        |        |        |        |        |
|  | 3                | Bergamo             | 0                | 0                |                  |   |       |            |               |            |            |            |   |       |        |               |        |        |        |        |        |
|  | 6                | Busto Arsizio       | 3                | 3                |                  |   |       |            |               |            |            |            |   |       |        |               |        |        |        |        |        |
|  | 6                | Busto Arsizio       | 3                | 3                |                  |   |       |            |               |            |            |            |   |       |        |               |        |        |        |        |        |

#### Risultati

##### Quarti di finale
| Gara 1 |                             |     |                            |
|        |                             |     |                            |
| 10-04  | River - Robur Tiboni Urbino | 3-0 | 25-18, 25-13, 25-9         |
| 10-04  | AGIL - LJ                   | 3-1 | 19-25, 25-21, 25-21, 25-21 |
| 09-04  | Imoco - Casalmaggiore       | 3-0 | 25-13, 25-12, 29-27        |
| 09-04  | Bergamo - Busto Arsizio     | 0-3 | 21-25, 20-25, 11-25        |

| Gara 2 |                             |     |                            |
|        |                             |     |                            |
| 13-04  | Robur Tiboni Urbino - River | 0-3 | 13-25, 13-25, 20-25        |
| 13-04  | LJ - AGIL                   | 1-3 | 25-18, 21-25, 21-25, 17-25 |
| 12-04  | Casalmaggiore - Imoco       | 0-3 | 21-25, 21-25, 21-25        |
| 12-04  | Busto Arsizio - Bergamo     | 3-0 | 25-17, 25-23, 25-16        |

##### Semifinali
| Gara 1 |                       |     |                            |
|        |                       |     |                            |
| 19-04  | River - AGIL          | 3-1 | 25-21, 25-21, 20-25, 25-20 |
| 18-04  | Imoco - Busto Arsizio | 1-3 | 25-19, 17-25, 16-25, 15-25 |

| Gara 2 |                       |     |                                   |
|        |                       |     |                                   |
| 22-04  | AGIL - River          | 0-3 | 13-25, 12-25, 15-25               |
| 21-04  | Busto Arsizio - Imoco | 3-2 | 25-20, 16-25, 25-17, 24-26, 18-16 |

##### Finale
| Gara 1 |                       |     |                            |
|        |                       |     |                            |
| 26-04  | River - Busto Arsizio | 3-1 | 21-25, 26-24, 25-15, 25-23 |

| Gara 2 |                       |     |                     |
|        |                       |     |                     |
| 30-04  | River - Busto Arsizio | 3-0 | 25-19, 25-16, 25-22 |

| Gara 3 |                       |     |                     |
|        |                       |     |                     |
| 03-05  | Busto Arsizio - River | 0-3 | 22-25, 11-25, 21-25 |

## Verdetti
| Squadra       | Qualificazione           |
| ------------- | ------------------------ |
| Busto Arsizio | Champions League 2014-15 |
| River         | Champions League 2014-15 |
| Bergamo       | Coppa CEV 2014-15        |
| Imoco         | Coppa CEV 2014-15        |
| AGIL          | Challenge Cup 2014-15    |
| Forlì         | Serie A2 2014-15         |

## Statistiche
| Rendimento individuale | Rendimento individuale | Rendimento individuale | Rendimento individuale |
| Pos.                   | Nome                   | Punti                  | Squadra                |
| ---------------------- | ---------------------- | ---------------------- | ---------------------- |
| 1                      | Valentina Diouf        | 393                    | Bergamo                |
| 2                      | Simona Gioli           | 326                    | IHF                    |
| 3                      | Samanta Fabris         | 325                    | LJ                     |
| 3                      | Lucia Bosetti          | 325                    | River                  |
| 5                      | Valeria Rosso          | 318                    | AGIL                   |
| 6                      | Daiana Mureșan         | 301                    | Ornavasso              |
| 7                      | Valentina Arrighetti   | 277                    | Busto Arsizio          |
| 8                      | Floortje Meijners      | 271                    | River                  |
| 9                      | Anne Buijs             | 269                    | Busto Arsizio          |
| 10                     | Valentina Fiorin       | 268                    | Imoco                  |

| Attacchi vincenti | Attacchi vincenti   | Attacchi vincenti | Attacchi vincenti |
| Pos.              | Nome                | Punti             | Squadra           |
| ----------------- | ------------------- | ----------------- | ----------------- |
| 1                 | Valentina Diouf     | 335               | Bergamo           |
| 2                 | Simona Gioli        | 294               | IHF               |
| 3                 | Valeria Rosso       | 279               | AGIL              |
| 4                 | Lucia Bosetti       | 266               | River             |
| 5                 | Samanta Fabris      | 263               | LJ                |
| 6                 | Daiana Mureșan      | 250               | Ornavasso         |
| 7                 | Anne Buijs          | 243               | Busto Arsizio     |
| 8                 | Floortje Meijners   | 237               | River             |
| 8                 | Francesca Piccinini | 237               | LJ                |
| 10                | Emilija Nikolova    | 224               | Imoco             |

| Muri vincenti | Muri vincenti        | Muri vincenti | Muri vincenti       |
| Pos.          | Nome                 | Punti         | Squadra             |
| ------------- | -------------------- | ------------- | ------------------- |
| 1             | Jovana Stevanović    | 64            | Casalmaggiore       |
| 2             | Valentina Arrighetti | 60            | Busto Arsizio       |
| 3             | Manuela Leggeri      | 55            | River               |
| 4             | Raphaela Folie       | 50            | Bergamo             |
| 4             | Cristina Chirichella | 50            | Ornavasso           |
| 6             | Valentina Diouf      | 48            | Bergamo             |
| 7             | Hristina Ruseva      | 46            | LJ                  |
| 8             | Jaimie Thibeault     | 45            | Robur Tiboni Urbino |
| 9             | Daiana Mureșan       | 43            | Ornavasso           |
| 10            | Virginia Spataro     | 41            | IHF                 |
| 10            | Jenny Barazza        | 41            | Imoco               |

| Battute vincenti | Battute vincenti  | Battute vincenti | Battute vincenti    |
| Pos.             | Nome              | Punti            | Squadra             |
| ---------------- | ----------------- | ---------------- | ------------------- |
| 1                | Valentina Zago    | 42               | Casalmaggiore       |
| 2                | Sara Loda         | 24               | Bergamo             |
| 3                | Samanta Fabris    | 22               | LJ                  |
| 4                | Gilda Lombardo    | 19               | AGIL                |
| 5                | Veronica Angeloni | 18               | IHF                 |
| 5                | Lucia Bosetti     | 18               | River               |
| 7                | Valeria Rosso     | 16               | AGIL                |
| 8                | Valentina Tirozzi | 15               | Imoco               |
| 8                | Jaimie Thibeault  | 15               | Robur Tiboni Urbino |
| 10               | Alessia Gennari   | 14               | Casalmaggiore       |

| Ricezioni perfette | Ricezioni perfette  | Ricezioni perfette | Ricezioni perfette  |
| Pos.               | Nome                | Punti              | Squadra             |
| ------------------ | ------------------- | ------------------ | ------------------- |
| 1                  | Giulia Leonardi     | 296                | Busto Arsizio       |
| 2                  | Francesca Marcon    | 285                | Busto Arsizio       |
| 3                  | Jelena Blagojević   | 264                | Bergamo             |
| 4                  | Francesca Piccinini | 231                | LJ                  |
| 5                  | Valeria Rosso       | 215                | AGIL                |
| 6                  | Jole Ruzzini        | 214                | IHF                 |
| 7                  | Sara Paris          | 211                | AGIL                |
| 8                  | Alessia Ghilardi    | 195                | Ornavasso           |
| 9                  | Enrica Merlo        | 194                | Bergamo             |
| 10                 | Luna Carocci        | 193                | Robur Tiboni Urbino |

NB: I dati sono riferiti esclusivamente alla regular season.